# فرودگاه بین‌المللی دزاودزی پاماندزی
فرودگاه بین‌المللی دزاودزی پاماندزی (به انگلیسی: Dzaoudzi Pamandzi International Airport) یک فرودگاه همگانی با کد یاتا DZA است که یک باند فرود آسفالت دارد و طول باند آن ۱۹۲۹ متر است. این فرودگاه در شهر مایوت کشور فرانسه قرار دارد و در ارتفاع ۷ متری از سطح دریا واقع شده‌است.